# Nyarero
Nyarero è una circoscrizione rurale (rural ward) della Tanzania situata nel distretto di Tarime, regione del Mara. Conta una popolazione di 12 331 abitanti (censimento 2012).